# スポーツケンちゃん
『スポーツケンちゃん』は、1978年3月2日から1979年2月22日まで、TBS系列で毎週木曜19:30 - 20:00（JST）に放送された児童向けドラマである。全52回。

## 概要
『ケンちゃんシリーズ』の第10作。
本作の舞台はスポーツ用具店と、『おもちゃ屋ケンちゃん』（1973年）以来5作振りの非飲食店となった。また次男・ケンジが2作振りに登場している（ただし、ケンジよりもチャコの方が年上という設定）。
『すし屋のケンちゃん』（1971年）以来、（『おもちゃ屋』を除き）ケンちゃんのお父さん役を演じた牟田悌三は、本作をもってシリーズを退いた。また、1957年1月開始の『スーパーマン』以来、実に22年強に渡ってこの枠を提供したライオン歯磨（現：ライオン）は、本作を以てこの枠から撤退、ライオングループは完全にこの枠から撤退し、同業社の花王石鹼（現：花王）が、スポンサーに参入した。

## 出演者
- ケンイチ：岡浩也
- チャコ：斎藤ゆかり
- ケンジ：田村宗正
- お父さん：牟田悌三
- お母さん：岸久美子
- 健作（おじいさん）：有島一郎
- おばあさん：風見章子
- ホームラン先生：渡辺篤史
- ヤゴロー：奥田英二
- 悦子おばさん：岐邑美沙子
- 批評家：山田慶造
- オヤブン：篠宮正一
- 千恵子：菊池優子
- サナエ先生：野見山さと子
- 小松原ユカ子（愛称 ユカコ）：斉藤浩子
- マンガ：奥野建明
- ゴン：都井健二
- ユミ：有馬加奈子
- 中本巡査：坂本新兵
- 嶋めぐみ
- ケンジの友達：藤本正則

ほか

## スタッフ
- 脚本：多地映一、三宅直子
- 制作：TBS、国際放映

## 主題歌
「スポーツケンちゃん」
- 作詞：多地映一／作曲：森雪之丞／編曲：小六禮次郎／歌：岡浩也、スクールメイツ・ブラザーズ（ビクター音楽産業（現：〈二代目〉ビクターエンタテインメント））

## サブタイトル
1. 1978年3月2日 「ぼくんちスポーツ店デース」
2. 1978年3月9日 「新カントクをさがせ!」
3. 1978年3月16日 「ふたりだけで話そう」
4. 1978年3月23日 「とんだお手伝い騒動」
5. 1978年3月30日 「ハンタイ虫をやっつけろ!」
6. 1978年4月6日 「ウソから出た勇気」
7. 1978年4月13日 「泣き笑いきょうだい」
8. 1978年4月20日 「こんな夢みたことある?」
9. 1978年4月27日 「お母さん大好き!」
10. 1978年5月4日 「宿題のない国は?」
11. 1978年5月11日 「花束をガールフレンドに」
12. 1978年5月18日 「チャコ踊りたいの!」
13. 1978年5月25日 「探偵団応答せよ!」
14. 1978年6月1日 「約束した日曜日」
15. 1978年6月8日 「おかしなカッパのお話」
16. 1978年6月15日 「テニスで仲なおり」
17. 1978年6月22日 「一日だけのスター」
18. 1978年6月29日 「UFO大レース!!」
19. 1978年7月6日 「さあ! なにして遊ぶ」
20. 1978年7月13日 「カミナリなんかこわくない」
21. 1978年7月20日 「負けるな! おじいちゃん」
22. 1978年7月27日 「魔法のホウキ」
23. 1978年8月3日 「ロボットから出た手紙」
24. 1978年8月10日 「ゆかいなガミガミじいさん」
25. 1978年8月17日 「金魚とカメと竜宮城」
26. 1978年8月24日 「SLに乗ったゾー!」
27. 1978年8月31日 「ぼくんちの避難訓練」
28. 1978年9月7日 「二つのペンダント」
29. 1978年9月14日 「海で生まれた友情・1」
30. 1978年9月21日 「海で生まれた友情・2」
31. 1978年9月28日 「涙のピンチヒッター」
32. 1978年10月5日 「おねえさんは野球のエース」
33. 1978年10月12日 「チャコの運動会」
34. 1978年10月19日 「弱くて強いおにいちゃん」
35. 1978年10月26日 「がんばれ! ママさんバレー」
36. 1978年11月2日 「歌おう! お店の誕生日」
37. 1978年11月9日 「みんなそろってお人よし」
38. 1978年11月16日 「特ダネをさがせ!!」- ゲスト：伊豆田依子
39. 1978年11月23日 「お話は楽しい劇で!」
40. 1978年11月30日 「がんばったお別れ会」
41. 1978年12月7日 「かえってきた自転車」- ゲスト：中田光利、二階堂千寿
42. 1978年12月14日 「ボクたちがマンガになったゾー!」- ゲスト：大関優子
43. 1978年12月21日 「さア! バザーへどうぞ!!」
44. 1978年12月28日 「ブカブカ帽子と赤いネクタイ」
45. 1979年1月4日 「チャコのお正月は?」
46. 1979年1月11日 「やったぜ! 名探偵」
47. 1979年1月18日 「夢の中の少女」
48. 1979年1月25日 「お相撲をとったお父さん」- ゲスト：下元勉、頭師孝雄
49. 1979年2月1日 「不思議なケンジちゃん」
50. 1979年2月8日 「困ったら相談箱へ!」
51. 1979年2月15日 「赤勝て!!白勝て!!大逆転」
52. 1979年2月22日 「お父さん! すぐ春だネ」

## エピソード
- 本作の出演者が同局放送の『家族対抗クイズ合戦』（後の『クイズ100人に聞きました』）1978年8月20日放送分に出演し、同じ国際放映作品『コメットさん（第2作）』の出演者と対戦した。通常『ケンちゃんシリーズ』が他のTBS番組に出演したのは、期首特番『4・10月だョ!全員集合』程度である。

## 参考資料
- テレビドラマデータベース